# Chiliquin (distrito)
Chiliquin é um distrito peruano localizado na Província de Chachapoyas, departamento Amazonas. Sua capital é a cidade de Chiliquin.

## Transporte
O distrito de Chiliquin não é servido pelo sistema de estradas terrestres do Peru.